# Onychoglomeris ferraniensis
Onychoglomeris ferraniensis är en mångfotingart som beskrevs av Karl Wilhelm Verhoeff 1909. Onychoglomeris ferraniensis ingår i släktet Onychoglomeris och familjen klotdubbelfotingar. Utöver nominatformen finns också underarten O. f. regressionis.